# إعلان الولايات المتحدة الحرب على النمسا والمجر
إعلان الحرب الأمريكية على النمسا والمجر عام 1917، والمعروف رسميًا بالقرار المشترك رقم 169 لمجلس النواب، كان قرارًا اعتمده كونغرس الولايات المتحدة الأمريكية، مُعلنًا وجود حالة حرب بين الولايات المتحدة الأمريكية والإمبراطورية النمساوية المجرية. صدر القرار بعد ثمانية أشهر من إعلان الحرب السابق على ألمانيا، والذي أدى إلى دخول الولايات المتحدة في الحرب العالمية الأولى. صدر القرار في 7 ديسمبر 1917، ودخل حيز التنفيذ في اليوم نفسه، وانتهى رسميًا عام 1921، بعد ثلاث سنوات من استسلام النمسا والمجر الفعلي.

## خلفية
في 6 أبريل 1917، أعلنت الولايات المتحدة الحرب على ألمانيا. صدر إعلان الحرب بناءً على طلب الرئيس الأمريكي وودرو ويلسون بتصويت مجلسي الكونجرس الأمريكي، حيث صوّت مجلس النواب الأمريكي بأغلبية 373 صوتًا مقابل 50 صوتًا (تسعة لم يصوتوا) لصالح الحرب، وصوّت مجلس الشيوخ الأمريكي بأغلبية 82 صوتًا مقابل ستة.  في خطابه أمام الكونجرس طالبًا فيه إعلان الحرب على ألمانيا، تناول ويلسون مسألة النمسا والمجر، حليفة ألمانيا: 
إن هذه الحكومة [النمسا والمجر] لم تشارك فعليًا في حرب ضد مواطني الولايات المتحدة في البحار، وأنا أسمح لنفسي، في الوقت الحاضر على الأقل، بتأجيل مناقشة علاقاتنا مع الحكومة في فيينا.

وبعد يومين، أنهت النمسا والمجر العلاقات الدبلوماسية مع الولايات المتحدة، وطلبت في مذكرة دبلوماسية تم تسليمها إلى القائم بالأعمال في السفارة الأمريكية في فيينا، من الدبلوماسيين الأمريكيين مغادرة البلاد. 

## إعلان الحرب

### طلب

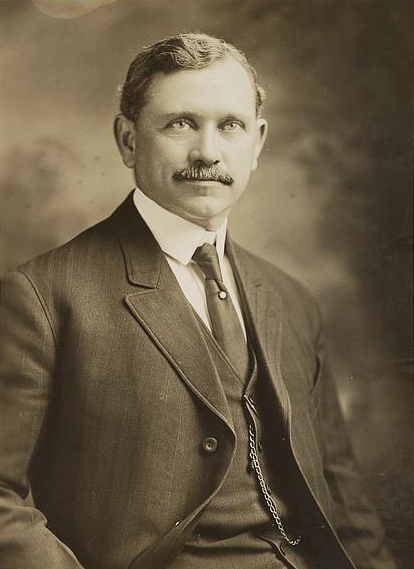
قدم عضو الكونجرس عن ولاية فرجينيا هنري دي فلود إعلان الحرب.

في الرابع من ديسمبر عام 1917، ظهر ويلسون أمام الكونغرس لإلقاء خطاب حالة الاتحاد لعام 1917. وفيه، طلب إعلان الحرب على النمسا والمجر، مؤكدًا أن هذا الإعلان ضروري "لإزالة جميع عوائق النجاح تمامًا". ثم اتهم ويلسون النمسا والمجر بأنها "تابعة للحكومة الألمانية" وأنها تعمل "كأداة لدولة أخرى".  ومع ذلك، كان الدافع الحقيقي وراء سعي ويلسون لإعلان الحرب على إيطاليا هو الوضع في إيطاليا. فقد اعتقد المخططون العسكريون الأمريكيون أنه قد يكون من الضروري قريبًا نشر قوات أمريكية لتعزيز الدفاعات الإيطالية في مواجهة المكاسب النمساوية القوية. 
ردًا على خطاب ويلسون، قدّم هنري فلود القرار المشترك رقم 169 لمجلس النواب، وهو إعلان حرب، أُحيل إلى لجنة الشؤون الخارجية بمجلس النواب للنظر فيه. أصدرت اللجنة تقريرًا يفيد بأن "حالة الحرب التي يُعلنها هذا الإعلان قائمة بالفعل منذ أشهر عديدة"، وأوصت بالإجماع باعتماد القرار. واتهم التقرير كونستانتين دومبا، السفير النمساوي المجري لدى الولايات المتحدة، في سبتمبر 1915، بتدبير مخطط تخريب صناعي يستهدف الصناعة الأمريكية، وأنه في 4 أبريل 1917، صعد طاقم غواصة بلا علم على متن المركب الشراعي الأمريكي "إس في مارغريت" وأغرقوه في البحر الأبيض المتوسط، وأن جنسية الغواصة يُشتبه في أنها نمساوية لأن "النمساوية كانت اللغة التي يتحدث بها ضابط الغواصة".  كان التقرير غير صحيح؛ فقد غرقت السفينة مارغريت بالفعل بواسطة الغواصة الألمانية يو-35.

### التشريع
في السابع من ديسمبر، اعتمد مجلس النواب القرار المشترك رقم 169 بأغلبية 365 صوتًا مقابل صوت واحد، ومجلس الشيوخ بأغلبية 74 صوتًا مقابل لا شيء. ووقّع الرئيس الإعلان في وقت لاحق من ذلك اليوم. 

#### مناظرة

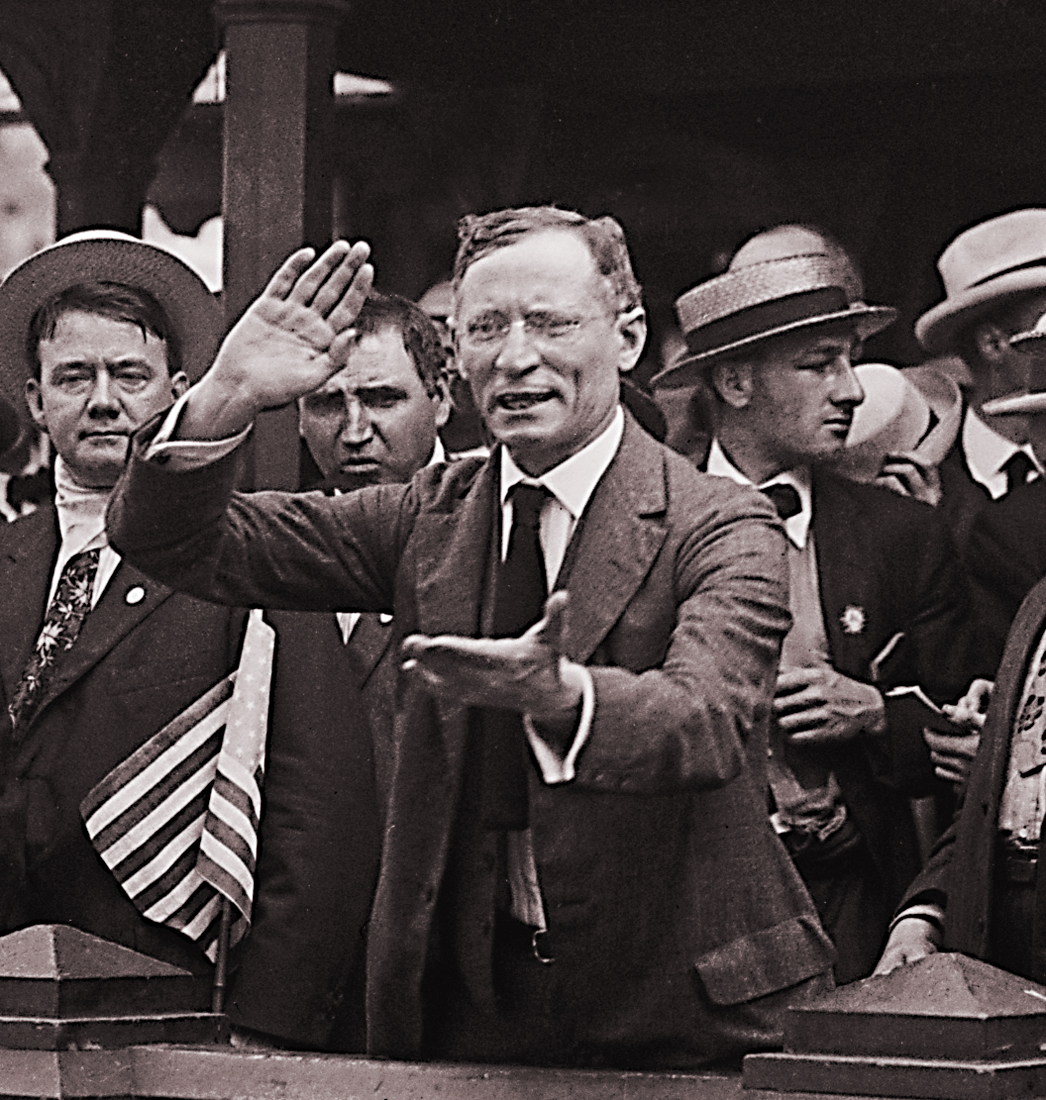
كان ماير لندن، الذي تظهر صورته هنا في عام 1916، هو الصوت الوحيد ضد إعلان الحرب ضد النمسا والمجر.

جانيت رانكين، التي سبق أن صوّتت ضد إعلان الحرب على ألمانيا، صوّتت لصالح إعلان الحرب على النمسا والمجر، قائلةً: "إنّ التصويت الذي سنُدلي به الآن ليس تصويتًا على إعلان حرب. لو كان كذلك، لصوّتتُ ضده. هذا تصويتٌ على مسألةٍ فنيةٍ فحسب في إدارة حربٍ أُعلنت بالفعل." 
كان ماير لندن، النائب الاشتراكي عن نيويورك، هو صاحب الصوت المعارض الوحيد في مجلس النواب، والذي كان قد أدلى سابقًا بصوته الوحيد من شمال شرق البلاد ضد إعلان الحرب على ألمانيا.  وفي قاعة المجلس، أعلن لندن أنه يكره "مظاهر الولاء"، لكنه يعتقد أنه "مغرم بالولايات المتحدة كأي رجل ينسب نسبه إلى سفينة ماي فلاور". ومع ذلك، قال لندن إن ناخبيه يعارضون الحرب، وأنه يفضل أن تفرض الولايات المتحدة حظرًا على توريد الأسلحة إلى أوروبا، وهو نفس المبرر الذي ساقه لمعارضة إعلان الحرب على ألمانيا. وقد أُدين بشدة في قاعة المجلس. 
في مجلس الشيوخ، لم يُصوّت روبرت لافوليت على القرار لأنه غادر المجلس عائدًا إلى مكتبه لإعداد تعديل على الإعلان يضمن عدم مشاركة الولايات المتحدة في تفكيك النمسا بعد الحرب. وأثناء غيابه، عُقدت جلسة التصويت. وصرح لافوليت لاحقًا بأنه كان سيصوّت ضد القرار بالشكل الذي صوّت به. 

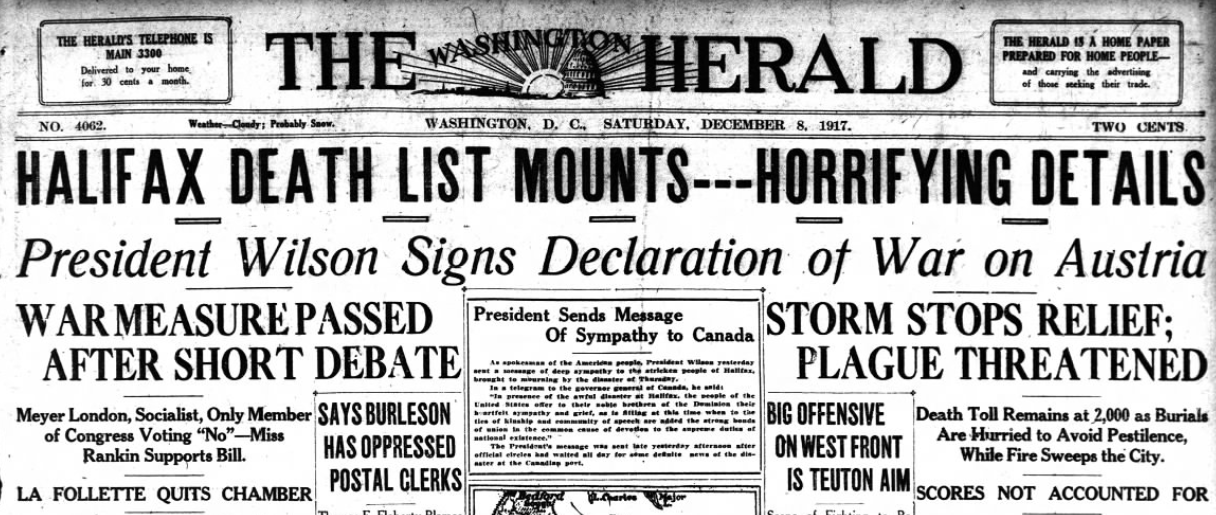
الصفحة الأولى من العدد الصادر في 8 ديسمبر 1917 من صحيفة واشنطن هيرالد؛ طغت أخبار إعلان الحرب على انفجار هاليفاكس المدمر، ثالث أكبر انفجار غير نووي في التاريخ.

### نص الإعلان
ولما كانت الحكومة الإمبراطورية والملكية النمساوية المجرية قد ارتكبت أعمال حرب متكررة ضد حكومة وشعب الولايات المتحدة الأمريكية: لذلك، فقد قرر مجلس الشيوخ ومجلس النواب في الولايات المتحدة الأمريكية المجتمعين في الكونجرس، أنه بموجب هذا تُعلن حالة حرب بين الولايات المتحدة الأمريكية والحكومة الإمبراطورية والملكية النمساوية المجرية؛ وأن الرئيس مخول ومُوَجَّه بموجب هذا لاستخدام كامل القوات البحرية والعسكرية للولايات المتحدة وموارد الحكومة لشن حرب ضد الحكومة الإمبراطورية والملكية النمساوية المجرية؛ ولإنهاء الصراع بنجاح، فإن جميع موارد البلاد مضمونة بموجب هذا من قبل كونغرس الولايات المتحدة.

## ردود الفعل الدولية
- الإمبراطورية النمساوية المجرية: صرح وزير خارجية النمسا والمجر، الكونت أوتوكار تشيرنين، بأن إعلان الحرب "سيكون سيئًا بالنسبة للنمساويين والمجر في أمريكا، لكنه لن يؤثر على نتائج الحرب".
- إيطاليا: ذكرت صحيفة كورييري ديلا سيرا، في افتتاحية لها، "إن النمسا والمجر لديها اليوم عدو قوي، وهذا العدو بالنسبة لنا صديق يجب أن تخدم صداقته في الحرب والسلام".
- روسيا السوفيتية: أعلنت الجريدة العسكرية الرسمية، في افتتاحية لها، "السلام بالحرب. هذه هي العلامة التي يروج لها الإمبرياليون الأمريكيون. تُعلن أمريكا نفسها عدوًا عنيدًا للنمسا والمجر دون أي سبب واضح، ودون أي دوافع مبررة سوى الجشع والطمع. يسعى الرأسماليون الأمريكيون، الذين يتحدثون بنفاق عن أهوال الحرب، إلى إطالة أمد الرعب الدموي".

## العواقب
في خريف عام 1918، انهارت الحكومة الإمبراطورية، وفي 18 أكتوبر، رفع ستيفان بوريان فون رايتش، نيابة عن بقايا أجهزة الدولة، دعوى من أجل السلام. رفض مجلس الشيوخ الأمريكي التصديق على معاهدة سان جيرمان أونلي ومعاهدة تريانون، التي أرست السلام بين قوى الحلفاء والنمسا والمجر وأسفرت عن الحل الرسمي للإمبراطورية النمساوية المجرية. ونتيجة لذلك، استمرت حالة الحرب بين الولايات المتحدة والنمسا والمجر غير الموجودة، وإن كان ذلك دون أعمال عدائية نشطة، حتى تم إنهاؤها رسميًا بموجب معاهدة السلام الأمريكية النمساوية (1921) ومعاهدة السلام الأمريكية المجرية (1921)، والتي وقعتها الدولتان الخلف: النمسا والمجر. 